# Rügeverkümmerung
| Rügeverkümmerung | |
| --- | --- |
| Logo des Bundesgerichtshofs | |
| verkündet 23. April 2007 | |
| \| Fall: \| Revision zum Bundesgerichtshof gegen Urteil des LG München I in 1. Instanz, Entscheidung des Großen Senats für Strafsachen auf Vorlage einer Rechtsfrage durch den für die Revision zuständigen 1. Strafsenat \| \| Az. / Fundstelle: \| BGH 1 StR 466/05, Vorlage GSSt 1/06 (PDF; 135 kB) \| | |
| Amtliche Leitsätze | |
| 1. Durch eine zulässige Berichtigung des Protokolls kann auch zum Nachteil des Beschwerdeführers einer bereits ordnungsgemäß erhobenen Verfahrensrüge die Tatsachengrundlage entzogen werden. 2. Die Urkundspersonen haben in einem solchen Fall vor einer beabsichtigten Protokollberichtigung zunächst den Beschwerdeführer anzuhören. Widerspricht er der beabsichtigten Berichtigung substantiiert, sind erforderlichenfalls weitere Verfahrensbeteiligte zu befragen. Halten die Urkundspersonen trotz des Widerspruchs an der Protokollberichtigung fest, ist ihre Entscheidung hierüber mit Gründen zu versehen. 3. Die Beachtlichkeit der Protokollberichtigung unterliegt im Rahmen der erhobenen Verfahrensrüge der Überprüfung durch das Revisionsgericht. Im Zweifel gilt insoweit das Protokoll in der nicht berichtigten Fassung. | |
| Richter | |
| Hirsch, Rissing-van Saan, Nack, Basdorf, Häger, Maatz, Wahl, Bode, Kuckein, Pfister, Becker | |
| Angewandtes Recht' | |
| Art. 19 Abs. 4 Grundgesetz, § 274 StPO | |
| Fall: | Revision zum Bundesgerichtshof gegen Urteil des LG München I in 1. Instanz, Entscheidung des Großen Senats für Strafsachen auf Vorlage einer Rechtsfrage durch den für die Revision zuständigen 1. Strafsenat |
| Az. / Fundstelle: | BGH 1 StR 466/05, Vorlage GSSt 1/06 (PDF; 135 kB) |

Die Entscheidung des Bundesgerichtshofs zur Rügeverkümmerung veränderte eine über 100-jährige Rechtsprechung, die seit der Strafprozessordnung (StPO) von 1877 bestand. Danach konnte das Protokoll eines Strafprozesses nach Erhebung einer Verfahrensrüge insoweit nicht mehr wirksam berichtigt werden.
Maßgeblich ist die Entscheidung für Fälle, in denen ein Verfahrensfehler tatsächlich nicht vorliegt, er aber unerschütterlich beurkundet wird und letztlich für die Frage, ob die Hauptverhandlung gegen einen Angeklagten bereits deswegen wiederholt werden muss.
Je nach Fehlerart kann sich dies – wie vorliegend etwa beim Verlesen des Anklagesatzes – auf den Strafklageverbrauch auswirken.

## Sachverhalt
Der Entscheidung lag ein Urteil des Landgerichts zugrunde, durch das der Angeklagte wegen gefährlicher Körperverletzung zu einer Freiheitsstrafe von 3 Jahren und 9 Monaten verurteilt worden war. Nach den Urteilsfeststellungen hatte er in einem Oktoberfestzelt einem anderen Mann mit einem schweren gläsernen Krug zweimal wuchtig auf den Hinterkopf und einmal in den Nackenbereich geschlagen.
Der Angeklagte hatte gegen das Urteil das Rechtsmittel der Revision eingelegt und beanstandete das Verfahren vor der Strafkammer des Landgerichts als fehlerhaft. Er behauptete, in der Hauptverhandlung habe der Staatsanwalt nicht den Anklagesatz verlesen und damit gegen zwingendes Verfahrensrecht verstoßen. Dies ergebe sich unwiderlegbar aus dem Hauptverhandlungsprotokoll, das vom Vorsitzenden Richter der Strafkammer und der Urkundsbeamtin erstellt wurde. Erst nachdem der Angeklagte mit der Revision dies gerügt hatte, haben der Vorsitzende Richter und die Urkundsbeamtin das Hauptverhandlungsprotokoll dahin berichtigt, dass der Anklagesatz verlesen worden sei. Die Urkundsbeamtin hatte auf einen ihr bei der Fertigung der Protokollreinschrift unterlaufenen Übertragungsfehler aus den teilweise stenographischen Aufzeichnungen während der Hauptverhandlung verwiesen. Vor der Protokollberichtigung hatte der Vorsitzende dienstliche Stellungnahmen der anderen Richter und des Staatsanwalts eingeholt. So hatte ein beisitzender Richter dahingehend Stellung genommen, dass er sich deswegen so genau an die Verlesung des Anklagesatzes erinnern könne, weil die von der Staatsanwaltschaft vorgenommene rechtliche Bewertung des Tatgeschehens als versuchter Totschlag Unmutsäußerungen im Publikum ausgelöst habe.
Auch der Verteidiger hatte der Protokollberichtigung nicht substanziiert widersprochen.

## Rechtsproblem
Gemäß § 274 StPO können die wesentlichen Förmlichkeiten der Hauptverhandlung nur mittels des Protokolls bewiesen werden. Seine Beweiskraft kann nur durch den Beweis der Fälschung erschüttert werden. Die nachträgliche Berichtigung einer fehlerhaften Protokollierung durch die Protokollierenden (i. d. R. Vorsitzender Richter und Urkundsbeamter) war nach bisheriger Rechtsprechung nicht zulässig, wenn sie einem erhobenen Rechtsmittel den Boden entziehen würde (sog. Verbot der Rügeverkümmerung).
Der 1. Strafsenat wäre auf Grund dieser Rechtsprechung gehalten gewesen, das Urteil wegen eines tatsächlich nicht geschehenen Verfahrensfehlers aufzuheben und die Sache an das Landgericht zurückzuverweisen, obwohl im angefochtenen Urteil keine weiteren revisiblen Fehler vorhanden waren.

## Revisions- und Vorlageverfahren
Der 1. Strafsenat wollte die bisherige Rechtsprechung aufgeben und diese Rechtsfrage anders entscheiden. Auf Anfrage bei den anderen Senaten des Bundesgerichtshofs wollten sich ihm jedoch nicht alle anschließen. Zur Wahrung der Einheitlichkeit der Rechtsprechung muss in solchen Fällen die Rechtsfrage zur Entscheidung dem Großen Senat für Strafsachen vorgelegt werden, der in diesem Fall aus 11 Richtern bestand.
Die Entscheidung über die eingelegte Revision trifft danach der 1. Strafsenat unter Beachtung der Entscheidung des Großen Senats für Strafsachen.

## Gründe
Der Entscheidung des Großen Senats für Strafsachen liegen folgende Erwägungen zugrunde:
1. Im Strafprozessrecht sind Zulässigkeit und Beachtlichkeit einer Protokollberichtigung nicht ausdrücklich geregelt. Auch die Gesetzesmaterialien zur Strafprozessordnung enthalten insoweit keine eindeutigen Hinweise. Nach § 274 Satz 1 StPO kann die Beachtung der für die Hauptverhandlung vorgeschriebenen Verfahrensschritte und -regeln (§ 273 Abs. 1 StPO) nur durch das Protokoll bewiesen werden. Hierbei handelt es sich um eine Beweisregel[1], die nach der Fertigstellung des ordnungsgemäß errichteten und von beiden Urkundspersonen unterzeichneten Protokolls gilt. Dies wurde zunächst dahin verstanden, dass den Urkundspersonen Protokollberichtigungen, soweit es um die wesentlichen Förmlichkeiten des Verfahrens geht, von vorneherein versagt sind, und zwar solche zugunsten wie zu Lasten des Beschwerdeführers.[2] Die Frage nach der Beachtlichkeit von Protokollberichtigungen würde sich danach nicht stellen.
2. In die Zivilprozessordnung, die eine vergleichbare Bestimmung (§ 165 ZPO) enthält, ist durch Art. 1 Nr. 1 des Gesetzes zur Entlastung der Landgerichte und zur Vereinfachung des gerichtlichen Protokolls vom 20. Dezember 1974 (ProtVereinfG, BGBl I 3651) mit § 164 ZPO eine Vorschrift eingefügt worden, nach der – unter Anhörung der Beteiligten – Protokollberichtigungen vorgenommen werden dürfen.[3] Anders als für das Verwaltungs-, Finanz- und Sozialgerichtsverfahren[4] hat der Gesetzgeber diese Vorschrift nicht für den Strafprozess für anwendbar erklärt.
3. Die Strafrechtsprechung hat nach anfänglichem Schwanken Protokollberichtigungen zugelassen und dies im Wesentlichen damit begründet, dass insoweit eine auslegungsbedürftige Gesetzeslücke bestehe. Umfang und Folgen zulässiger Berichtigungen wurden allerdings nicht einheitlich bestimmt:
  1. Eine Protokollberichtigung ist jederzeit zulässig und geboten, falls die Urkundspersonen Mängel erkennen.[5] Sie ist auch stets beachtlich, wenn sie zugunsten des Angeklagten wirkt[6] oder wenn sie bei einem einheitlichen Vorgang teilweise zu seinen Gunsten, teilweise zu seinen Ungunsten vorgenommen worden ist.[7]
  2. Nach bisheriger Rechtsprechung ist eine Protokollberichtigung – ebenso wie eine Distanzierung der Urkundspersonen vom Protokollinhalt[8] – jedoch unbeachtlich, wenn sie einer zulässig erhobenen Verfahrensrüge die Tatsachengrundlage entzieht (Verbot der Rügeverkümmerung). Dieser Rechtssatz hat eine lange Tradition: Er findet sich – aufbauend auf der Rechtsprechung der preußischen Obergerichte[9] schon zu Beginn der Reichsgerichtsrechtsprechung[10]. Er blieb ständige Rechtsprechung des Reichsgerichts[11] und des Bundesgerichtshofes[12] und stimmt mit der herrschenden rechtswissenschaftlichen Meinung überein.[13]
4. Für die Aufgabe dieser Rechtsprechung sprechen jedoch gewichtigere Gründe:
  1. Die Revisionsgerichte sind der Wahrheit verpflichtet. Wenn prozessual erhebliche Tatsachen aus der tatrichterlichen Hauptverhandlung der Klärung bedürfen, muss grundsätzlich der wahre Sachverhalt maßgeblich sein, wie er sich zugetragen hat. Die Beweisregel des § 274 StPO schafft keinen von der objektiven Wahrheit abweichenden Wahrheitsbegriff.[14] Die Beweiskraft des Protokolls verändert nicht die Tatsachen, macht nicht aus Unwahrheit Wahrheit. Dies spricht entscheidend dafür, die Regelung des § 274 StPO in einer Weise auszulegen, welche die faktische und inhaltliche Richtigkeit der Sitzungsniederschrift gewährleistet.
  2. Ein prozessuales Recht der Prozessbeteiligten, dass etwas nicht Geschehenes beurkundet oder etwas Geschehenes nicht beurkundet wird, gibt es nicht.
    1. Wenn tatsächlich kein Verfahrensfehler gegeben ist, dürfen Mängel des Protokolls, welche die Urkundspersonen erkannt und beseitigt hätten, kein Revisionsgrund sein. Ein etwaiges Vertrauen des Rechtsmittelführers dahingehend, dass ein – inhaltlich unrichtiges – Protokoll für die Revisionsinstanz allein beachtlich bleibe, ist nicht schützenswert und kann auch nicht auf das verfassungsrechtlich verbürgte Recht auf effektiven Rechtsschutz (Art. 19 Abs. 4 GG) gestützt werden.
    2. Vielmehr spricht gerade das Grundgesetz gegen ein solches Vertrauen. Die Überprüfung von Gerichtsentscheidungen am Maßstab des objektiv wahren Sachverhalts ist wegen des Verfahrensbeschleunigungsgrundsatzes und des Opferschutzes geboten. Die Fiktion eines Verfahrensfehlers mittels Protokolls ist selbst ein Verfahrensfehler. Er darf nicht zu einem Automatismus mit noch gröberen und rechtsstaatswidrigen Verstößen wie etwa Verfahrensüberlänge führen.[15][16]

  3. Die Berücksichtigung der nachträglichen Protokollberichtigung widerspricht dem Gesetz nämlich nicht. Der o. a. Grundsatz beruht auf Rechtsprechung und kann durch Rechtsprechung geändert werden. Eines Gesetzes bedarf es nicht. Zwar lässt § 274 Satz 2 StPO als Gegenbeweis gegen die Beurkundungen des Protokolls nur den Fälschungsnachweis zu. Eine Berichtigung durch Erklärungen der Urkundspersonen enthält jedoch einen Widerruf der früheren Beurkundung und entzieht ihr insoweit die absolute Beweiskraft, so dass es eines Gegenbeweises nicht mehr bedarf.

Diese Änderung der Rechtsprechung muss die Rechtsmittelbefugnis dennoch absichern:
1. Die Protokollberichtigung bedarf einer rechtlich verbindlichen Form und muss ihrerseits denselben Sorgfaltsanforderungen genügen, wie das Protokoll.
2. Vor der Protokollberichtigung muss dem Rechtsmittelführer jedoch umfassend rechtliches Gehör gewährt werden. Ihm sind ausführliche dienstliche Erklärungen der Mitglieder des Ausgangsgerichts und des Urkundsbeamten vorzulegen und sein Verteidiger selbständig zu hören.
3. Wird der beabsichtigten Protokollberichtigung widersprochen und wollen die Protokollführenden dennoch berichtigen, ist dies seinerseits eine Entscheidung, die einer umfassenden Begründung bedarf und vom Revisionsgericht voll zu prüfen ist und ggf. der Aufklärung durch Freibeweis unterliegt (s. o.). Lässt sich das nicht zweifelsfrei durch das Revisionsgericht klären, so verbleibt es bei der nicht berichtigten Protokollfassung.